# Tegostoma conchylialis
Tegostoma conchylialis là một loài bướm đêm trong họ Crambidae.